# 파티마 디아메
파티마 디아메 디아메(스페인어: Fátima Diame Diame, 1996년 9월 22일 ~ )는 스페인의 멀리뛰기와 세단뛰기 전문 육상 경기 선수이다. 스페인 발렌시아에서 세네갈계 이민자 가정에서 태어났다. 17세의 나이로 스페인 실내 육상 선수권 대회(Campeonato de España de Atletismo en pista cubierta)에서 60 m 멀리뛰기와 세단뛰기 챔피언이 되었다.

## 경력
피타미 디아메는 발렌시아 스포츠 아카데미에서 훈련을 받았으며 우크라이나 도네츠크에서 개최된 2013년 국제 육상 유소년 선수권 대회에서 첫 국제경기 데뷔를 했다. 2015년 유럽 육상 주니어 선수권 대회에서는 동메달을 획득했다.
2018년에는 이탈리아 예솔로에서 열린 지중해 육상 U23 선수권 대회에서 세단뛰기는 13.82 m를 기록하면서 금메달, 멀리뛰기는 6.15 m를 기록하면서 은메달을 획득했다. 같은 해 스페인 타라고나에서 개최된 2018년 지중해 게임에서는 멀리뛰기와 세단뛰기 모두 동메달을 목에 걸었고, 페루 트루히요에서 열린 2018년 이베리아아메리카 육상 선수권 대회에서는 멀리뛰기 동메달을 획득했다.
2021년 도쿄에서 열린 2020년 하계 올림픽 육상에서는 21위를 기록하였다. 2022년 스페인 실내 육상 선수권 대회에서는 금메달을 획득했다.

## 개인 최고 기록
실외
- 멀리뛰기: 6.68 (+1.9 m/s, 2018년 타라고나)
- 세단뛰기: 14.03 (+0.4 m/s, 2017년 토렌트)

실내
- 멀리뛰기: 6.71 (2020년 발렌시아)
- 세단뛰기: 13.92 (2020년 발렌시아)